# 타인투이현
타인투이현(베트남어: Huyện Thanh Thủy / 縣淸水)은 베트남 동북부 지방 푸토성의 현이다.

## 행정 구역
타인투이현은 1시진, 10사를 관할하고 있다.

### 시진
- 타인투이 시진 (Thị trấn Thanh Thủy, 淸水市鎭)

### 사
- 바오옌사 (Xã Bảo Yên, 保安社)
- 다오싸사 (Xã Đào Xá, 陶舍社)
- 도안하사 (Xã Đoan Hạ, 端下社)
- 동쭝사 (Xã Đồng Trung, 同中社)
- 호앙싸사 (Xã Hoàng Xá, 黄舍社)
- 선투이사 (Xã Sơn Thủy, 山水社)
- 떤프엉사 (Xã Tân Phương, 新芳社)
- 탁동사 (Xã Thạch Đồng, 石同社)
- 뚜부사 (Xã Tu Vũ, 修武社)
- 쑤언록사 (Xã Xuân Lộc, 春祿社)